# Banu Iskandar
Els Banu Iskandar foren una branca de la dinastia Baduspànida que va governar a Laridjan i després també a Amol entre el 1453 i 1597.
A la mort de Kayumarth ibn Bisutun després d'un regnat de 50 anys (1404-1453) el va succeir el més gran dels seus fill vius, Kawus, però davant l'oposició del seu germà Iskandar va haver de repartir els territoris amb aquest. Kawus va conservar Ruyan amb la fortalesa de Nur, i la part baixa de Rustamdar, i Iskandar es va quedar el Laridjan amb part de Rustamdar i Kudjur. Cada línia va tenir un desenvolupament separat i així es van formar els Banu Kawus i els Banu Iskandar.
La història de la dinastia és la de repetides guerres contra senyors veïns. El 1504/1505 Bisutun ibn Djihangir ibn Kawus de Ruyan i part de Rustamdar (1498-1507) va arrabassar la resta de Rustamdar i el Kudjur a la branca dels Banu Iskandar que va conservar el Laridjan.
El 1596 els safàvides van decidir suprimir aquests dinasties locals i el xa ho va encarregar a Farhad Khan. Aquest va aconseguir que Bahman ibn Kayumarth, que era príncep de Laridjan i governava ara també a Amol, fos destronat i assassinat per un rival, cosa que li va permetre ocupar el principat fàcilment, sent donat llavors (1597) com a feu a un amir dels kizilbaxis del xa.